# 타마코 마켓
타마코 마켓(たまこまーけっと)은 교토 애니메이션에서 제작한 일본의 텔레비전 애니메이션이다. 2013년 1월 10일부터 2013년 3월 28일까지 12화로 방영되었으며, 대한민국에서는 애니플러스에서 2013년 1월 10일부터 방영을 시작하였다. 극장판 애니메이션 "타마코 러브 스토리"는 2014년 4월 28일에 일본에서 개봉하였다. 케이온!의 야마다 나오코 감독이 교토 애니메이션에서 선보이는 첫 텔레비전 오리지널 애니메이션 작품. 마찬가지로 시리즈 구성에 요시다 레이코, 캐릭터 디자인에 호리구치 유키코 등 케이온!의 스탭진이 참가하였다.

## 줄거리
일본 교토부의 한 도시에 있는 ‘우사기야마 상점가’에 위치한 떡집의 딸인 키타시라카와 타마코(北白川たまこ). 타마코는 떡과 자기가 자란 상점가를 무척 좋아하는 소녀이며 상점가 사람들의 사랑을 받으며 행복한 나날을 보내고 있었다. 섣달 그믐날이 임박한 연말, 그녀는 불현듯 사람의 말을 할 줄 아는 고압적인 언행을 하는 새와 만나고, 그 새는 떡을 너무 많이 먹어서 살이 쪄서 날 수 없게 되었기 때문에 그대로 타마코네 집에 얹혀살게 된다. 평화롭던 타마코의 세상에 평소보다 조금 이상한, 소란스러운 1년이 시작된다.

## 등장인물

### 주요 등장인물
키타시라카와 타마코(北白川 たまこ)
성우 - 스자키 아야
타마코 마켓의 주인공. 고등학교 1학년. 타마코는 마을의 상점가의 "타마야"라고 불리는 떡집의 딸이다. 친구인 칸나와 미도리와 함께 고등학교 생활과 바톤부를 즐긴다. 집이 떡집 가게이기 때문에 일을 도와주기도 하며, 새로운 떡을 만들기도 한다. 생일은 한 해의 마지막 날이라서 떡집 일 등 여러 가지 일이 겹쳐서 자주 잊혀지지만, 타마코는 가게를 돕는 데에 몰두할 뿐이다. 타마코는 대중 앞에서 말을 할 때 긴장을 하며 수영을 잘 못한다. 타마코는 무언가를 알아채는 데에 좀 느린 것처럼 보이는데, 특히 사람의 감정에 관해서는 알아채는 속도가 아주 느리다. 타마코는 모치조가 자신을 좋아한다는 것을 알지 못하는 몇 안되는 캐릭터 중 한 명이고, 그녀의 여동생이 좋아하는 것도 잡아내는 데에 실패한다. 타마코는 데라에게 정기적으로 떡을 먹여주며 데라의 크기에 비해 너무 떡을 많이 주어서 데라는 살이 많이 찌게 되었고 제대로 날 수 없게 되었다.
오지 모치조(大路 もち蔵)
성우 - 타마루 아츠시
모치조는 타마코의 소꿉친구이다. "오지야", 최근에 이름이 "Ricecake Oh!Zee"로 바뀌었고 타마야 건너 편에 있는 떡집 가게를 운영하는 가족의 아들이다. 사업 경쟁 때문에 아버지간의 관계는 좋지 않지만 모치조와 타마코는 좋은 친구이다. 타마코를 좋아하며 몇년 동안 짝사랑을 해왔다. 타마코가 모치조에게 그 자신이 쇼핑가 회의 때 말을 하도록 시켰음에도 불구하고 대중 앞에서 말할 때 긴장하는 것으로 보인다. 그의 이름은 떡의 날(10월 10일)에 태어났기 때문에 이와 같이 지어졌다.
데라 모치맛즈이(デラ・モチマッヅィ)
성우 - 야마자키 타쿠미
데라는 어느 남쪽나라에서 상점가에 온 새이다. 살짝 어조가 남을 휘두르려는 어조이다. 열대 섬에 있는 왕실로부터 왕자의 신부를 찾으라는 고귀한 사명을 받고 긴 여정을 떠났다. 하지만, 떡을 좋아하게 된 이후, 살이 많이 찌게 되어서 더 이상 적절하게 날 수 없게 되었고, 숨이 차기 전까지 짧은 거리만을 날 수 있을 뿐이다. 그래서 결국 타마코의 집에서 머물게 된다. 종종 "토리"(일본어: 鳥, 새)라고 타마코의 가족에게 불리는데, 이는 그의 성이 "모치맛즈이"(일본어: もちまずい,떡이 맛없어)와 매우 비슷하게 들리기 때문이다. 데라는 사랑에 정통하다고 주장해서 모치조와 미도리에게 각각 타마코에 대해 사랑의 조언을 하기도 한다. 데라는 고집이 센데 항상 오애의 연속을 중심으로 한다. 그는 자신을 향해서 재채기를 하는 사람은 모두 자신을 좋아한다고 생각하는데 그 자신이 시오리에게 돌진하게 한다. 그의 몸은 왕자인 "메차 모치맛즈이(メチャ・モチマッヅィ, 성우는 시모노 히로)"가 그와 소통하기 위해 사용되는 의사소통 체계를 가지고 있는데, 이는 데라가 의식하지 못할 때만 작동해서 그는 왕자가 그에게 연락을 취하려고 시도한 기억을 가지고 있지 않다. 데라는 의식하지 못하지만 빔 프로젝터같이 영상을 눈에서 쏘아 보여 줄 수 있다.
토키와 미도리(常盤 みどり)
성우 - 카네코 유키
미도리는 타마코의 같은 반 친구이자 소꿉친구이다. 또한, 학교 바톤 부의 회장이기도 하여 타마코와 칸나가 구성원으로 되어 있다. 그녀의 조부모는 토키와도라 불리는 쇼핑가에서 장난감 가게를 운영하고 있다. 나중에 그녀가 타마코에 대해 감정을 가지고 있다는 것이 밝혀진다.
마키노 칸나(牧野 かんな)
성우 - 나가츠마 주리
칸나는 친구 타마코와 미도리와 같은 학년의 고등학생이다. 그리고 바톤부의 부원이다. 타마코의 가족과 같은 쇼핑가에서 일하는 목수의 딸이다. 한가롭고 평온하며 여유있는 소녀인 칸나는 다른 사람들이 생각하는 데에 별로 신경쓰지 않으며 쉽게 마음이 흔들리지 않는다. 하지만 그녀는 높은 곳을 두려워하고 새 알레르기가 있는 것으로 보인다. 다소 괴짜인 것처럼 보인다. 재미있고 좋은 친구이지만 무표정한 얼굴을 가진다.
아사기리 시오리(朝霧 史織)
성우 - 야마시타 유리에
시오리는 타마코의 같은반 친구 중 한명이며 배드민턴부 소속이다. 그녀는 지식이 풍부한 소녀이며, 진지하고 쿨한 성격을 가졌다. 그녀가 조용해서 다른 사람들과 거리감이 있는 것처럼 보였지만, 사실 극도로 부끄럼을 타는 것이었고 나중에는 타마코와 좋은 친구가 된다. 데라는 가끔 그녀 위로 떨어지지만, 그의 감정에 대답을 하지는 않는다.

### 타마코의 가족
키타시라카와 안코(北白川 あんこ)
성우 - 히다카 리나
안코는 타마코의 여동생이며, 소학교 4학년이다. 언니보다 덜 현실적이나 더 패션을 의식하는 소녀이다. 그녀는 종종 그녀를 그냥 "안"이라고 불러 달라고 요구하는데, "안코"는 너무 어린아이같다는 느낌을 받기 때문이다. 그녀는 팥소를 따서 이름붙여졌다.
키타시라카와 마메다이(北白川 豆大)
성우 - 후지와라 케이지
마메다이는 타마코의 아버지로 가족의 떡집을 운영한다. 그는 오지 오헤이와 라이벌 관계에 있으며 그들은 종종 그들의 가게 앞에서 논쟁을 벌이기도 하는데 이를 타마코와 모치조가 해결해야 한다. 타마코의 아버지는 전통을 고수하시는 분이고 특별한 떡에 대해 별로 관심이 없다. 종종 고헤이의 가게인 Ricecake Oh!Zee에 대해 조롱하면서 이는 우스꽝스럽다고 의견을 남긴다.
키타시라카와 후쿠(北白川 福)
성우 - 니사무라 토모미치
후쿠는 타마코의 할아버지인데 가족과 함께 살면서 떡집 가게 일을 돕는다. 그는 다소 태평스러우며 관대한데, 특히 타마코와 안코에 대해 그러며, 이러한 특징은 두 딸에게 매우 가혹한 그의 아들과 반대되는 태도이다. 그와 마메다이의 이름은 다이후쿠라는 이름에서 따왔다.
기타시라카와 히나코(北白川 ひなこ)
성우 - 히카사 요코
타마코와 안코의 어머니. 이야기가 전개되기 전에 사망한 상태.

### 우사기야마 상점가
오지 고헤이(大路 吾平)
성우 - 타치키 후미히코
고헤이는 모치조의 아버지이다. 오지야 가게를 운영한다. 타마코의 아버지가 모치조를 가게에 들어올 때마다 스파이로 취급하지만, 고헤이는 타마코에게 친절한 태도를 취하는데, 그들 모두 서로 만날때마다 반가워한다. 타마코는 그의 가게 이름이 우스꽝스럽다고 생각하지 않는다. 그리고 그녀는 가게 위에 있는 간판이 설치되었을 때 그것을 칭찬하였다. 고헤이는 떡에 대해 매우 발명적이라서 특별한 떡을 만들기 위해 발렌타인 데이 같이 일본식이 아닌 기념일에도 이익을 얻고는 한다. 이는 타마코의 아버지와 큰 논쟁거리이기도 하다.
오지 모치코(大路 道子)
성우 - 유키노 사츠키
모치코는 모치조의 어머니이며, 오지야 가게 운영을 돕는다.
하나세 카오루(花瀬 かおる)
성우 - 오노 다이스케
카오루는 우사기야마 쇼핑가의 꽃가게를 운영하고 있는 화원 주인이다. 겉모습은 아리따운 금발 아가씨이지만 어쩐지 목소리는 남자 목소리이다.
유니오 야오비(八百比 邦夫)
성우 - 츠지타니 코지
우사기야마 쇼핑가의 레코드 가게 주인. 적정한 시간에 레코드를 맞추는 기술을 가지고 있다. 한때 마메다이 브랜드에 있었다.
유모토 초지(湯本 長治)
성우 - 츠쿠이 쿄세이
초지는 사유리의 아버지이자 우사기야마 쇼핑가의 목욕탕 주인이다.
유모토 사유리(湯本 さゆり)
성우 - 이와오 준코
사유리는 초지의 딸이다. 우사기야마 쇼핑가의 목욕탕 일을 돕는다.

## 매체

### 애니메이션
타마코 마켓의 텔레비전 애니메이션은 교토 애니메이션이 만들었고 2013년 1월 10일부터 3월28일까지 도쿄 MX에서 방송되었다. 감독은 야마다 나오코가 맡았고 각본은 요시다 레이코가 맡았다. 시각 감독은 타미네 이쿠코, 캐릭터 디자인은 호리구치 유키코다. 음향감독은 츠루오카 요우타이고 음악은 카타오카 토모코가 작곡했다. 단편의 보너스 에피소드는 블루레이와 DVD에 포함되었는데, 2013년 3월 20일부터 발매가 시작되었다. 대한민국에서는 애니플러스에서 2013년 1월 10일부터 방영을 시작하였다.
극장판 애니메이션 타마코 러브 스토리(たまこラブストーリー)는 일본에서 2014년 4월 26일에 극장에서 개봉하였다. 영화는 같은 스태프가 제작하였고 성우 캐스팅도 동일하다.

### 스태프
- 감독 : 야마다 나오코
- 시리즈 구성 • 각본 : 요시다 레이코
- 캐릭터 원안 • 디자인 • 총 작화 감독 : 호리구치 유키코
- 미술감독 : 타미네 이쿠코
- 색채설계 : 타케다 아키요
- 촬영감독 : 야마모토 린
- 설정감독 : 아키타케 세이이치
- 음향감독 : 츠루오카 요우타
- 음악 : 카타오카 토모코
- 편집 : 시게무라 켄고
- 기획 • 원작 • 애니메이션 제작 : 교토 애니메이션
- 제작협조 : 데마치마스가타 상점가, 학교법인 세이보 여학원 교토캠퍼스

- 제작 : 우사기야마 상점가(교토 애니메이션, 포니캐년, TBS)

### 주제가
오프닝 테마 ‘ドラマチックマーケットライド(드라마틱 마켓 라이드)'

- 작사 – 후지모토 코이지 / 작곡 – 카타오카 토모코 / 편곡 – 미야카와 탄 / 노래 – 키타시라카와 타마코(CV : 스자키 아야)

엔딩 테마 ‘ねぐせ(잠버릇)’

- 작사 – 미야카와 탄 / 작곡 – 야마쿠치 유우 / 편곡 – 아카바네 토시유키, 야마구치 유우 / 노래 – 키타시라카와 타마코(CV : 스자키 아야)

#### 극중곡
- 「My Love's Like」(제 1화）

Cage North
- 「Excerpts from "The Return Of The Drowing Witch"（Part1 - Part9）」 (제 1화 – 제 4화, 제 6화, 제 8화）

Hogweed
- 「Un Lieu de Rencontre」（제 2화）

Marilou
- O.S.T「Girl Next door（Zizzania）」(제 2화, 제 12화）

Franco Casa / Paul Bennett
- 「Hajimete No Hoshi」(제 3화)

Toshiya Nagoshi
- 「Pink Marigold Ice Cream」(제 6화)

Pink Marigold Ice Cream & Giuliano Sopliani
- 「Atlantis Flower」(제 7화)

Paul Dante and His Lobu laria Orchestra
- 「사랑의 노래(恋の歌)」(제 9화)

Dynamite Beans
- 「Davata Vlna Tanec」(제 10화)

Vladis lav Fibich symfonietta
- 「Girl on the 94」(제 11화)

The Cupid's Toy

### 라노벨
타마코 마켓이라 이름붙여진 라이트 노벨은 이치노세 미츠키가 쓰고 호리구치 유키코가 일러스트를 맡았는데, 교토 애니메이션에 의해 2013년 4월 8일에 발매되었다.

## 기타정보
작품의 주요 무대가 되는 ‘우사기야마 상점가’의 모델은 교토 데마치야나기역 인근의 데마치 마쓰가타 상점가이며, 타마코가 다니는 학교의 모델은 세이보 여학원의 교토 후지노모리 캠퍼스이다. 또한, 아니메 뉴스 네트워크의 Carl Kimlinger는 이 애니메이션에 대해 전체적 평가로 B를 주었는데, 가벼운 요소와 재미의 느낌은 칭찬할 만 하지만 캐릭터가 기억남을 만큼 충분히 심도있지 않다는 점에 대하여 비판하였다.